# Sibatang Kayu
Sibatang Kayu is een bestuurslaag in het regentschap Padang Lawas Utara van de provincie Noord-Sumatra, Indonesië. Sibatang Kayu telt 881 inwoners (volkstelling 2010).